# Daniel López (giocatore di biliardo)
Daniel Lopez (Pergamino, 24 novembre 1966) è un giocatore di biliardo argentino naturalizzato italiano.
Giocatore dotato di grande tecnica, che dall'arrivo in Italia ha modificato il suo tipo gioco, tra i piazzamenti di maggior rilievo Lopez vanta un terzo posto al campionato europeo 5 birilli nel 2013 e un secondo posto al campionato europeo 5 birilli nel 2017. Precedentemente nel 2008 e nel 2009 ha raggiunto la finale del campionato del mondo 5 birilli perdendo entrambe le volte all'ultimo set (4-3 in entrambi i casi).

## Biografia
Nel 1976 inizia giovanissimo a giocare a carambola per poi passare, tre anni più tardi, ai 5 birilli. Il 1983 è l'anno del primo titolo argentino, a cui se ne aggiungono altri sei: nel 1991, 1993, 1996, 2000, 2001 e nel 2004.
Giocando in Italia vince il campionato a squadre del 2007, l'anno dopo diventa vicecampione del mondo e nel 2009 porta a casa il titolo europeo a squadre. Negli ultimi mondiali disputati in Argentina nel 2009 si piazza al secondo posto, dietro a Gustavo Torregiani. Dal 2005 si è trasferito in Italia a Rimini e, come Gomez e Zito, ha preso la cittadinanza italiana arrivando a giocare per la squadra tricolore negli ultimi mondiali ed europei. 
Nel 2013 entra a far parte del team Palabiliardo di Rho.

## Palmarès
I principali risultati
- 1983 Campione nazionale argentino
- 1991 Campione nazionale argentino
- 1993 Campione nazionale argentino
- 1996 Campione nazionale argentino
- 2000 Campione nazionale argentino
- 2001 Campione nazionale argentino
- 2004 Campione nazionale argentino
- 2006 Campionato italiano a squadre
- 2008 Campionato Europeo per nazioni a squadre
- 2008 Vicecampione del mondo 5 birilli
- 2009 Campionato italiano a squadre
- 2009 Vicecampione del mondo 5 birilli
- 2015 Campionato Europeo per nazioni a squadre
- 2016 Campionato Nazionale a squadre per C.S.B.
- 2019 Campionato mondiale per nazioni a Squadre (Lugano)
- 2019 Campione europeo per nazioni a squadre (Brandeburgo)

## BTP
Vittorie complessive nel circuito 
- Stagione 2008/2009 (Salerno)
- Stagione 2009/2010 (Prato)
- Stagione 2010/2011 (Vibo Valentia)
- Stagione 2016/2017 (Desio) trofeo Nazionali
- Stagione 2017/2018 (Gallipoli)
- Stagione 2018/2019 (Lusciano)